# Calle Al-Rashid

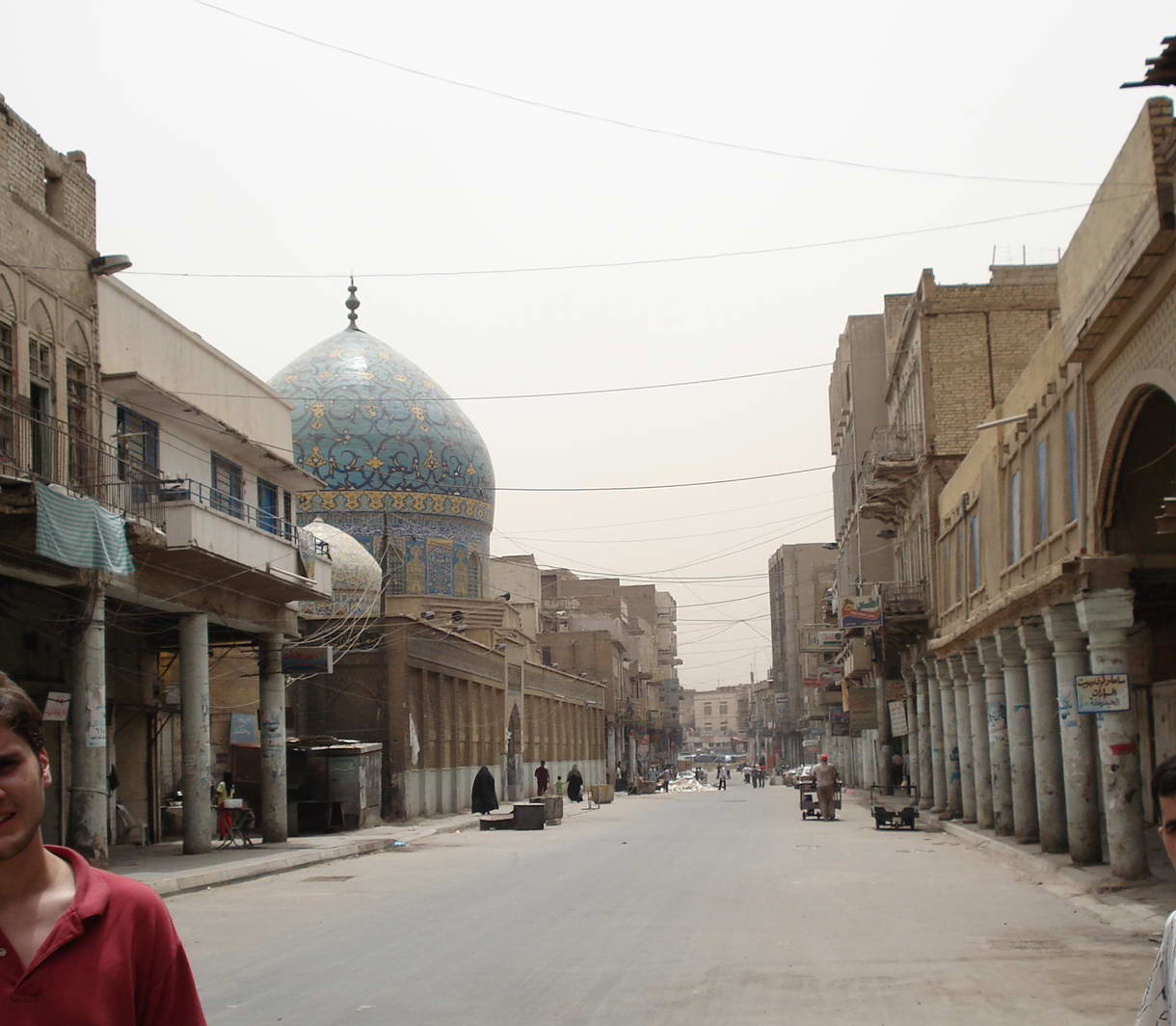
Calle Al-Rashid, con la cúpula de la mezquita Hayder Khana a la izquierda.

La calle Al-Rashid o calle Al-Rasheed es una vía histórica y de la más importantes calles comerciales de Bagdad, Irak, extendiéndose desde la Puerta Norte hasta la Puerta Sur. El origen de la vía se remonta hasta la época del Imperio otomano que gobernó la zona desde 1534 hasta 1918. Durante ese período, la única vía conocida fue la calle Al-Naher, construida en 1910 durante el mandato de Nazim Pasha (1848 - 1912), cuyo significado era río, puesto que se extendía a pocos kilómetros al este y a lo largo de la ribera del río Tigris
Después de la derrota de los británicos a manos de los otomanos el 29 de abril de 1916 en la localidad sureña de Kut, con un balance de decenas de miles de soldados muertos o heridos y otros miles hechos prisioneros entre los cuales estaba el comandante Sir Charles Townshend, el gobernador militar de Bagdad, Khalil Pasha (1864 - 1923), decidió honrar la victoria dando órdenes concretas para construir la primera calle oficial de Bagdad. Los trabajos comenzaron en mayo de 1916, después de que el jefe de la municipalidad de Bagdad, Ra'ouf Al Chadirchy se reuniera con los propietarios de las casas que se verían afectadas por el trazado diseñado para el pago posterior de compensaciones para la demolición de sus bienes.
La calle se abrió al público el 23 de julio de 1916 bajo el nombre primigenio de calle Jade Si, elegido por el gobernador Khalil Pasha. El nombre de la calle fue escrito en una placa de cerámica puesta en la pared principal de la Mezquita del Sultán Alí, permaneciendo hasta los años cincuenta, cuando se cambió por el actual Al-Rashid.